# Aichryson pachycaulon
Aichryson pachycaulon ist eine Pflanzenart aus der Gattung Aichryson in der Familie der Dickblattgewächse (Crassulaceae).

## Beschreibung

### Vegetative Merkmale
Aichryson pachycaulon wächst als zwei- oder dreijährige, kahle oder verkahlende, krautige Pflanze und erreicht Wuchshöhen von 20 bis 35 Zentimeter. Die kahlen Triebe weisen einen Durchmesser von etwa 10 Millimeter auf. Die unteren Zweige sind breit spreizend und aufsteigend. Ihre rhombischen oder verkehrt pflasterkellenförmigen, stumpfen, kahlen oder fast kahlen Laubblätter sind 25 bis 65 Millimeter lang und 20 bis 35 Millimeter breit. Sie verschmälern sich in einen undeutlichen Stiel. In der Mitte oder oberhalb der Mitte ist die Blattspreite am breitesten. Die halbaufrechten Blätter bedecken die Triebe dicht.

### Generative Merkmale
Der Blütenstand ist dicht und vielblütig. Die acht- bis neunzähligen Blüten stehen an einem bis zu 6 Millimeter langen Blütenstiel und weisen einen Durchmesser von 9 bis 11 Millimeter auf. Ihre Kelchblätter verkahlen. Die goldgelben, lanzettlichen, zugespitzten Kronblätter tragen ein aufgesetztes Spitzchen und sind 5 bis 6 Millimeter lang.

## Systematik und Verbreitung
Aichryson pachycaulon ist auf Fuerteventura, Gran Canaria, Teneriffa, La Gomera und La Palma in Höhen von 600 bis 1000 Metern verbreitet.
Die Erstbeschreibung durch Carl August Bolle wurde 1859 veröffentlicht.
Nomenklatorische Synonyme sind Sempervivum pachycaulon (Bolle) Christ (1888) und Aichryson punctatum var. pachycaulon (Bolle) Praeger (1928). Darüber hinaus existieren weitere Synonyme.

## Nachweise